# Faujdar

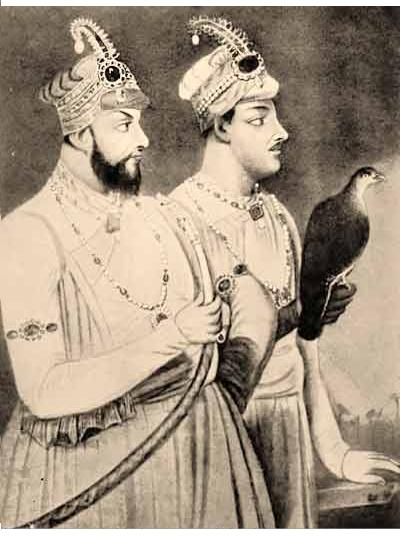
Mir Jafar foi o Mughal Faujdar de Odisha até o ano de 1747.

Faujdar era um oficial do Império Mogol que combinava as funções de um comandante militar com as funções judiciais e de receita da terra. No entanto, o termo faujdar continha origens pré-Mogol. Naquela época, o termo se referia a um oficial militar, mas não a um posto específico. Com as reformas administrativas realizadas pelo imperador mogol Aquebar, esse posto foi sistematizado. Constituía uma unidade administrativa independente e seus limites territoriais variavam de lugar para lugar e de tempos em tempos.
Um faujadari compreendia vários thanas ou postos militares avançados. Em cada um deles, o número de jurados estava alocado sob um thanadar. Cada Faujdari carregava consigo um número fixo de jurados e cabia ao faujdar posicionar soldados em vários thanas sob seu comando.
Além disso, em alguns faujdaris havia vários thanas descritos como huzuri ou huzuri mashruti. Nesses thanas, os Thanadars eram nomeados diretamente pelo governo central por meio de ordens reais ou por recomendação do Nazim ou Diwan da província. Esses thanadars eram, em grande parte, oficiais independentes que podiam receber ordens diretamente do governo central. Eles foram colocados sob a supervisão geral do faijdar e esperava-se que cooperassem com ele na manutenção da lei e da ordem local. Eles foram criados para garantir uma verificação eficiente de faujdars ambiciosos.
Em qualquer caso de emergência, o faujdar poderia ser chamado para fazer cumprir os regulamentos imperiais.
Eles foram nomeados em virtude de uma ordem real e a nomeação trazia o selo do Bakshi ul Mulki. Eles receberam ordens diretamente do imperador e apresentaram petições diretamente ao tribunal. A transferência era uma prática bem estabelecida.

## Obrigações
Geralmente seus deveres militares e policiais incluíam:
- Manutenção da lei e da ordem.
- Aplicação de regulamentos imperiais.
- Evitar beber e outras atividades proibidas.
- Certificar-se de que os ferreiros não fabricassem armas.
- Capturar ladrões e restaurar propriedades roubadas. Se ele não o fizesse, ele era pessoalmente responsável.
- Manter a lei e a ordem e garantir a segurança das estradas e rodovias.
- Manter os zamindars rebeldes sob controle.
- Certificar-se de que seus soldados estavam bem equipados e tomar as providências necessárias caso um soldado perdesse seu cavalo por qualquer motivo.

Suas funções judiciais eram:
- Ele administrava a justiça local.
- O tribunal contava com a presença dele, do Qazi e do Diwan. Ele o presidia.
- Casos relativos à Lei Sagrada eram decididos por ele em consulta com autoridades judiciais como o Mufti, o Qazi e o Mir Adl.
- Casos que caíam sob a alçada da receita e outros regulamentos imperiais gerais eram decididos por ele sem consultar ninguém.

Suas funções de administração de receitas eram:
- Diretamente associado à cobrança de receita da terra de zamindars que evadiam o pagamento e só pagavam sob ameaça de força.
- Poderia confiar a arrecadação da receita da terra de tais zamindars aos maoris ou nomear um intermediário e autorizar os maoris a cobrar a receita da terra deste último.
- Indiretamente associado à receita da terra, pois era obrigado a prestar a assistência necessária na cobrança da receita da terra ao Amil em Khalsa ou nas terras do jagir, mediante solicitação por escrito deste último. Não poderia pilhar uma aldeia até que um pedido por escrito fosse enviado pelo Amil.
- Ao receber tal pedido por escrito, ele deveria contatar alguns Muqaddams e persuadi-los a serem obedientes. Se eles respondessem favoravelmente nesta fase, o Faujdar era obrigado a obter o consentimento por escrito da Amil.
- Se os Muqaddams se recusassem a se submeter, ele saquearia a aldeia e castigaria os rebeldes. Os ryots não deveriam ser prejudicados. O butim adquirido deveria ser entregue ao Amil que dava um recibo ao Faujdar.